# هاينز كوكوت
هاينز كوكوت (14 نوفمبر 1900 - 29 مايو 1976) جنرالًا ألمانيًا في الفيرماخت خلال الحرب العالمية الثانية. حصل على وسام الفارس الصليبي الحديدي لألمانيا النازية.
شارك في حصار باستون في ديسمبر 1944. 

## الجوائز والأوسمة
- وسام الفارس الصليبي الحديدي في 17 مارس 1943 بصفته أوبرست وقائد غرينادير فوج 337 [2]

### اقتباسات
1. ↑  Seite 174 - 176 نسخة محفوظة 27 أغسطس 2017 على موقع واي باك مشين.
2. ↑  Fellgiebel 2000, p. 220.

### قائمة المراجع
| مناصب عسكرية    | مناصب عسكرية                | مناصب عسكرية    |
| --------------- | --------------------------- | --------------- |
| سبقه {{{سبقه}}} | {{{العنوان}}} {{{الأعوام}}} | تبعه {{{تبعه}}} |